# 信頼性の低い暗号アルゴリズム
信頼性の低い暗号アルゴリズム（しんらいせいのひくいあんごうアルゴリズム）とは、強度が設計者の想定を満たさなくなった（ひらたく言うと「弱点が発見された」）暗号アルゴリズムや、安全性について合理的な説明がなされていない手法である。AESなどの暗号規格策定の際には、暗号研究者が相互に暗号アルゴリズムを攻撃しあい、その強度を確認することにより、いくつかの暗号アルゴリズムが排除されている（ただし、排除された暗号アルゴリズムのすべてが信頼性が低いわけではない）。一般的な利用者が利用すべき暗号方式を選ぶ目安としては、NIST、CRYPTREC、NESSIEといった機関や暗号方式のリストが利用すべきとして挙げているものから選ぶ、という方法が、一般に推奨されている。

## 信頼性の低い暗号アルゴリズム一覧
- ブルース・シュナイアーが挙げるもの[要出典]
  - Madryga　1984　選択平文5000個
  - FEAL-4　選択平文20個
  - FEAL-8　選択平文12個
  - REDOC　2**23選択平文
  - Kahfre　選択平文1500個
  - カオス暗号 [注 1][注 2]
  - MacGuffin（英語版）
- AES候補で強度に問題があるとされたもの
  - 理論的に解読可能: DEAL、LOK197、MAGENTA（英語版）
  - 弱い鍵が多数: FROG、HPC、
  - (256bit鍵で)弱鍵が存在: CRYPTON（英語版）、SAFER+、
- CRYPTRECで強度に問題がある、あるいは安全性の説明が合理的でないとされたもの
  - ESIGN 無視できない確率で署名の偽造に成功するパラメータが存在する
  - TSH-ESIGN SO-CMAに対する安全性の証明しかない
  - ECIES in SEC1 証明可能安全性をもたない
  - HIME(R) 証明可能安全性を持たない（証明が不完全）
- 解読されたもの
  - Merkle-Hellmanナップサック暗号、Chor-Rivestナップザック暗号
  - Little Dragon暗号、Big Dragon暗号
  - A5/1、A5/2 (GSMの暗号）